# Жакоб, Жорж
Жорж Жакоб, прозванный Жакобом Старшим (фр. George Jacob, 6 июля 1739, Cheny — 5 июля 1814, Париж) — знаменитый мастер-мебельщик эпохи французского неоклассицизма. Ученик Луи Делануа. Жорж Жакоб прожил долгую и насыщенную жизнь, в течение которой работал во многих стилях. В 1765 году начинал как мастер рококо, был поставщиком королевского двора и, в частности, Марии-Антуанетты (королевы Франции с 1774 года), но вскоре перешёл к более строгому стилю французского неоклассицизма и, позднее, к ампиру.

## Биография
В мастерской Жоржа Жакоба изготавливали столики, кресла и стулья из красного дерева с резным декором, накладными бронзовыми гирляндами или латунными розетками и гобеленовой обивкой в стиле Людовика XVI. В 1780-х годах мастер отказался от пышной резьбы, сплошного золочения и тяжёлого бронзового декора, стал изготавливать мебель из красного дерева в «этрусском стиле», только входившим в моду. Для столешниц наборного дерева в технике маркетри Жакоб использовал рисунки с картин Юбера Робера, живописца, вдохновлённого находками в раскопках античных городов Геркуланума и Помпей. Жакоб делал также «античные стулья» по рисункам Жака Луи Давида для его мастерской. Живописец использовал такую мебель для своих портретных постановок в «помпейском стиле». Мебель работы Жакоба можно также видеть на картинах Давида, созданных в эпоху французской революции, прославляющих деяния великих римлян периода республики.
С началом эпохи ампира Жакоб стал сотрудничать с Шарлем Персье и Пьером Фонтеном, придворными архитекторами-декораторами Наполеона Бонапарта. Выполнял заказы мадам Рекамье — на кушетке его работы парижская красавица изображена на знаменитых портретах Давида и Франсуа Жерара. Так, мебель Жакоба, в числе прочих достижений, ознаменовала переход к новому парадному стилю ампир и более камерному «стилю рекамье», ориентированным на античные прототипы. Жакоб также выполнял вещи в «египетском стиле» (aux Egyptiens) по гравюрам с рисунков Доминика Виван-Денона, вернувшегося из Египетского похода Бонапарта (1798—1801).
С 1796 года Жорж Жакоб работал вместе с сыновьями: Жоржем Жакобом Младшим (1768—1803) и Франсуа-Оноре-Жоржем, принявшим имя Жакоб-Демальтер (G.Jacob-Desmalter, 1770—1841) в память о фамильных землях (Les Malterres). С этого времени фамильное предприятие стало называться «Демальте и К°». Фирма поставляла мебель в стиле ампир для резиденций в Версале, Мальмезоне, Компьене, Тюильри, Фонтенбло. После падения Наполеона предприятие потеряло заказы. Жакоб-Демальте уехал в Англию, где принимал участие в оформлении интерьеров Виндзорского замка для короля Георга IV, а затем переехал в Италию.
Двоюродный брат Жоржа Жакоба Старшего — Анри Жакоб (1753—1824), также мастер-мебельщик, работал в стиле «жакоб». Сын Жакоба-Демальтера — Жорж-Альфонс Жакоб (1799—1870) наследовал семейное дело в 1825 году и работал до 1847 года, когда его мастерскую приобрёл Ж.-П.-Ф. Жансельм.
В России мебель парижской мастерской Жакоба входила в моду после войны 1812 года, хотя была известна и ранее. Широкое распространение мебели в неоклассическом стиле из красного дерева привело к тому, что все изделия подобного типа, даже изготовленные в России, стали называться просто «жакоб» или «русский жакоб». В Санкт-Петербурге такую мебель изготавливали в мастерских братьев Майер, в Москве и подмосковных мастерских — крепостные мастера по французским образцам. Для мебели в стиле «жакоб» первой половины XIX века характерны строгие очертания, фанеровка красным деревом, тонкие латунные накладки, закруглённые углы, мягкие спинки или «спинки корытцем», сиденья с обивкой полосатым ситцем. Такую мебель иногда отождествляют с мебелью «николаевского ампира» (времени правления императора Николая I) или с изделиями в стиле бидермайер. Однако во всех случаях термин «жакоб» имеет более узкий, конкретно-исторический смысл.

Примеры работ
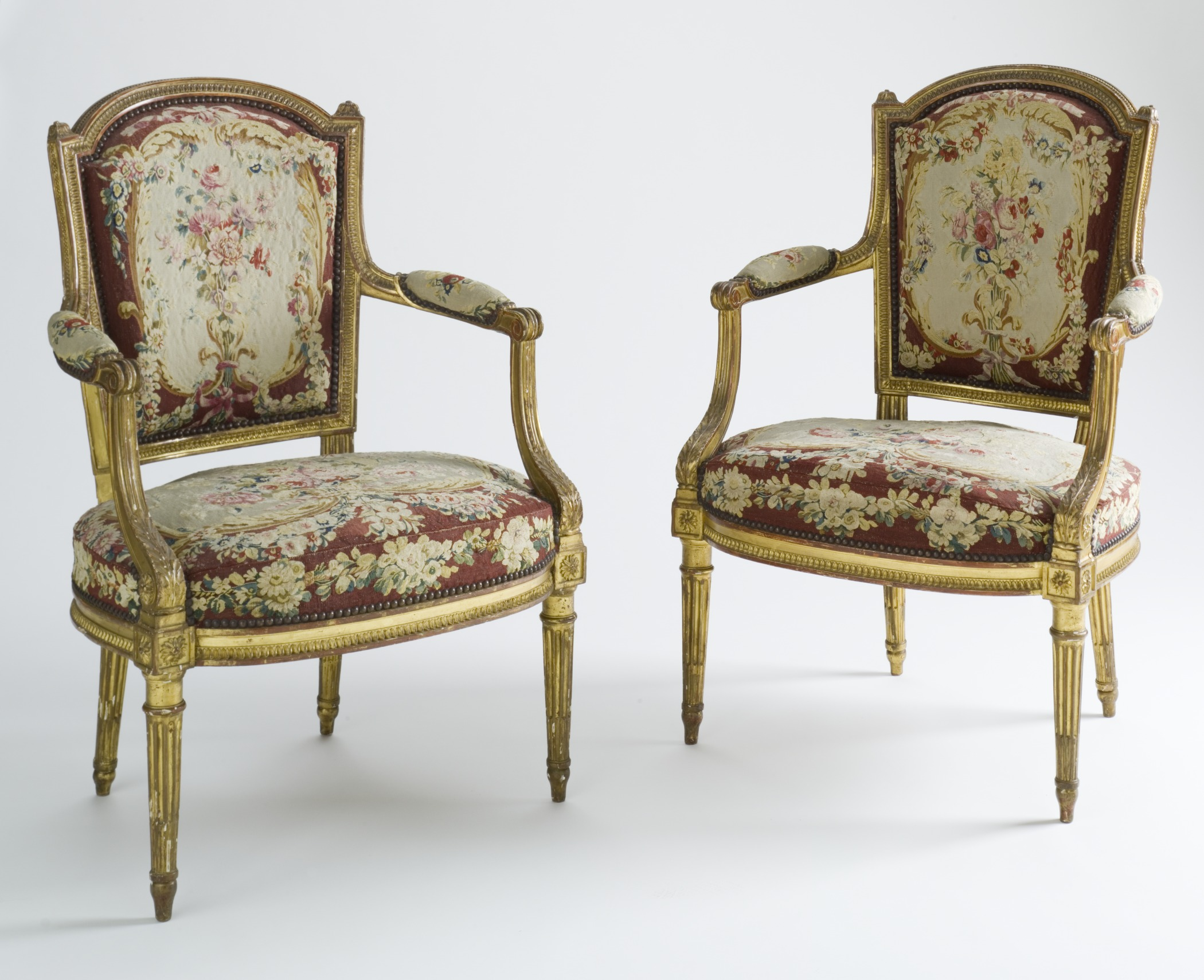
Два кресла. Ок. 1780 г.
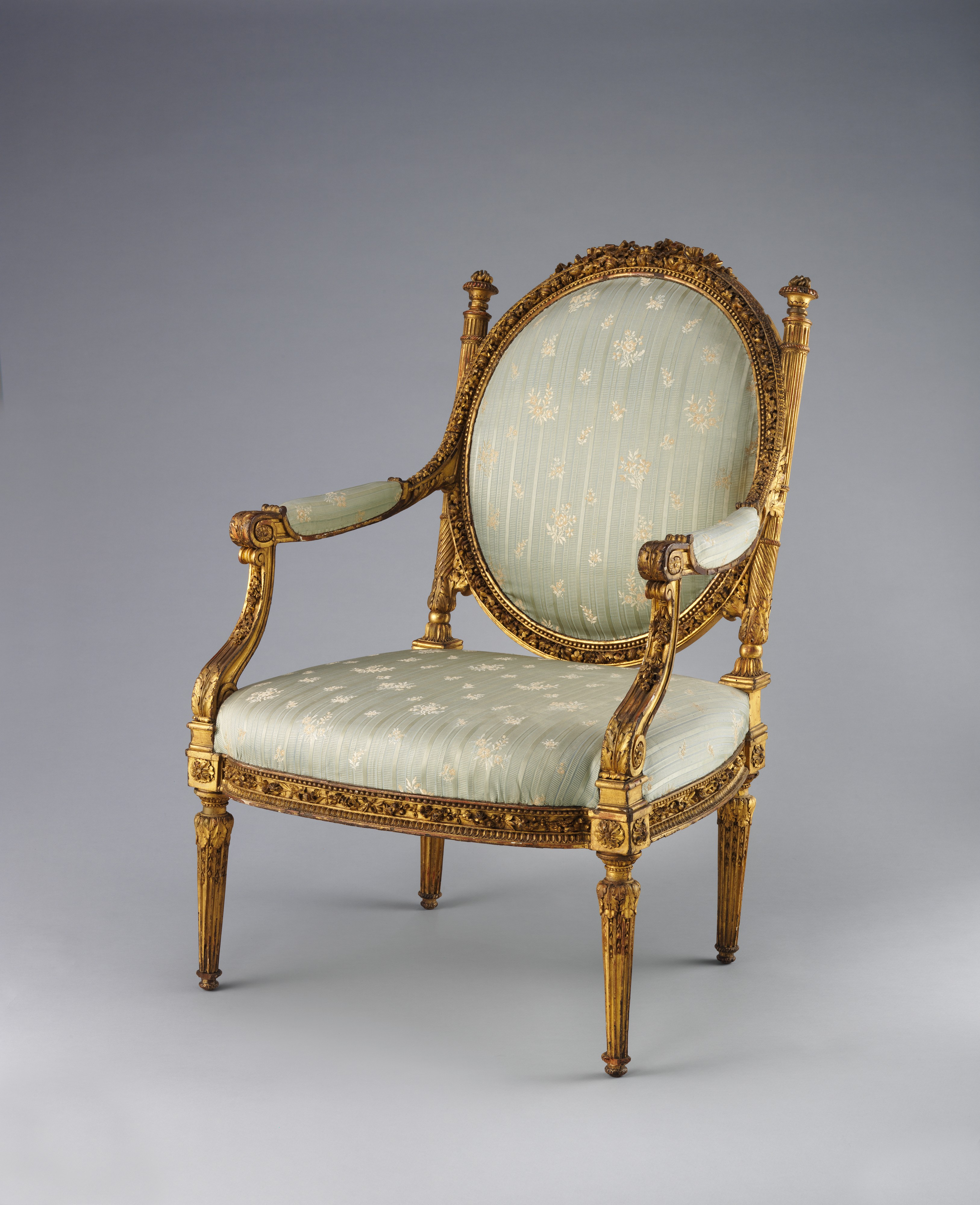
«Кресло королевы». Ок. 1785
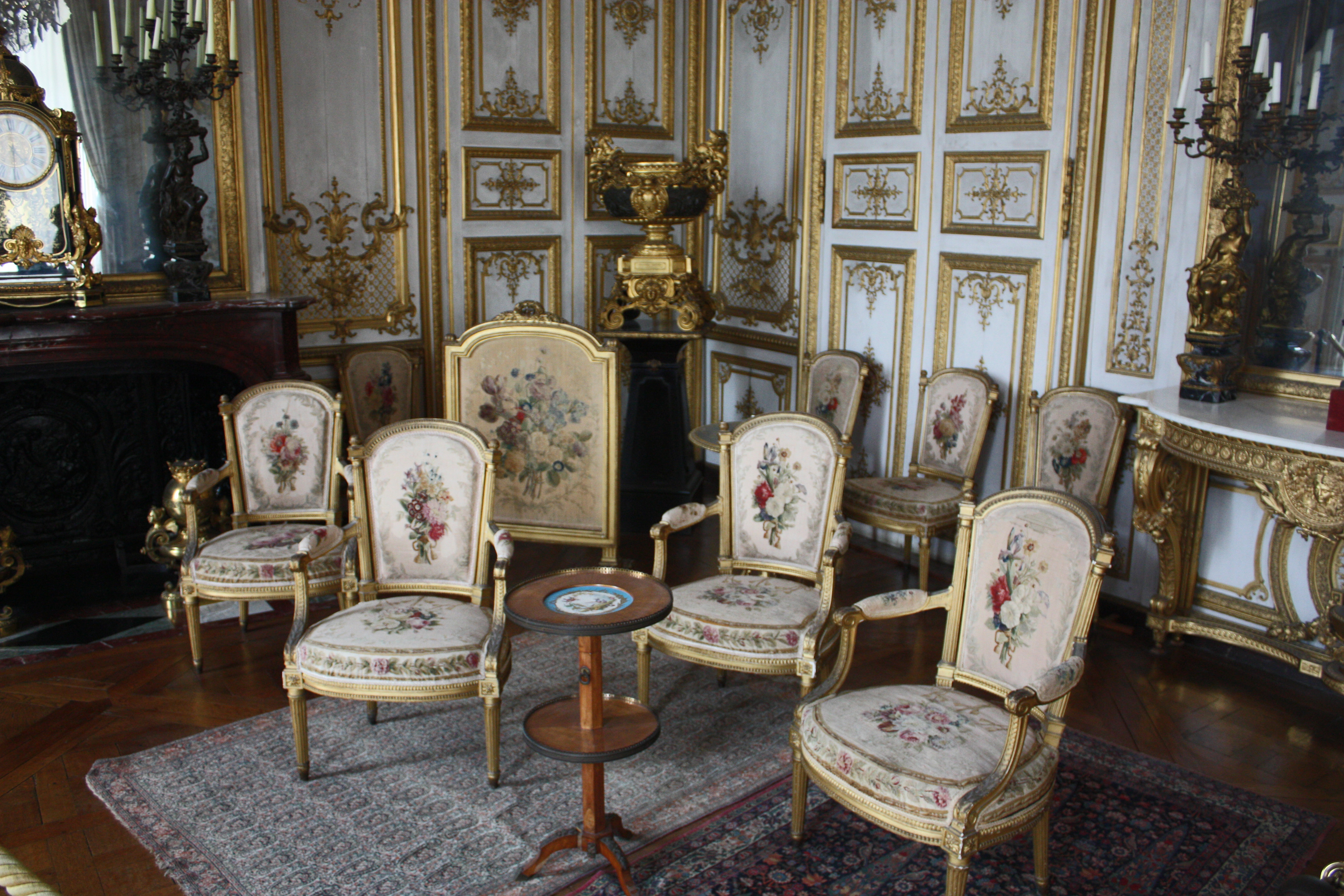
Обстановка «Музыкального салона» дворца Шантийи
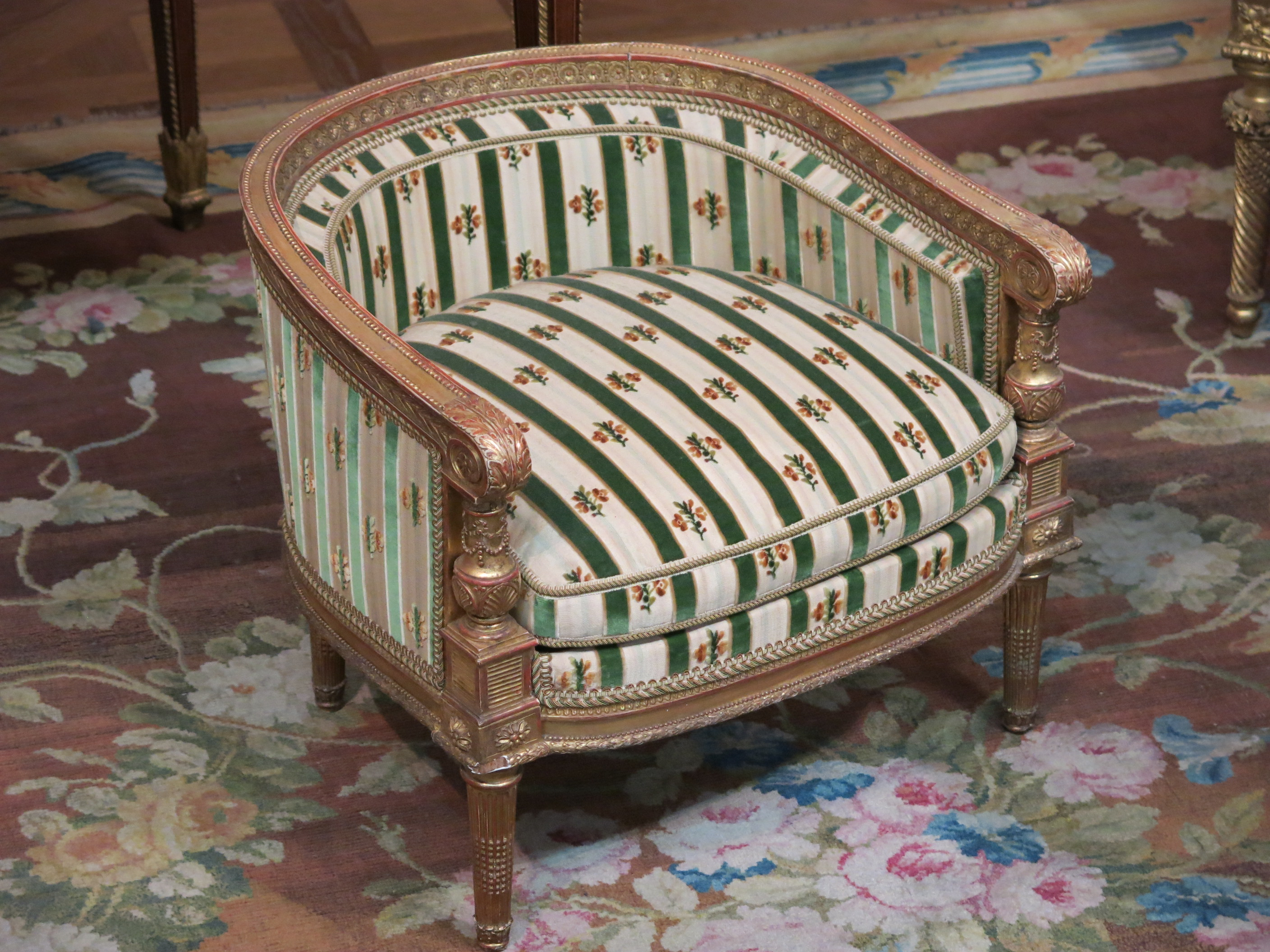
Tабурет Марии-Антуанетты. 1780-1785. Лувр, Париж
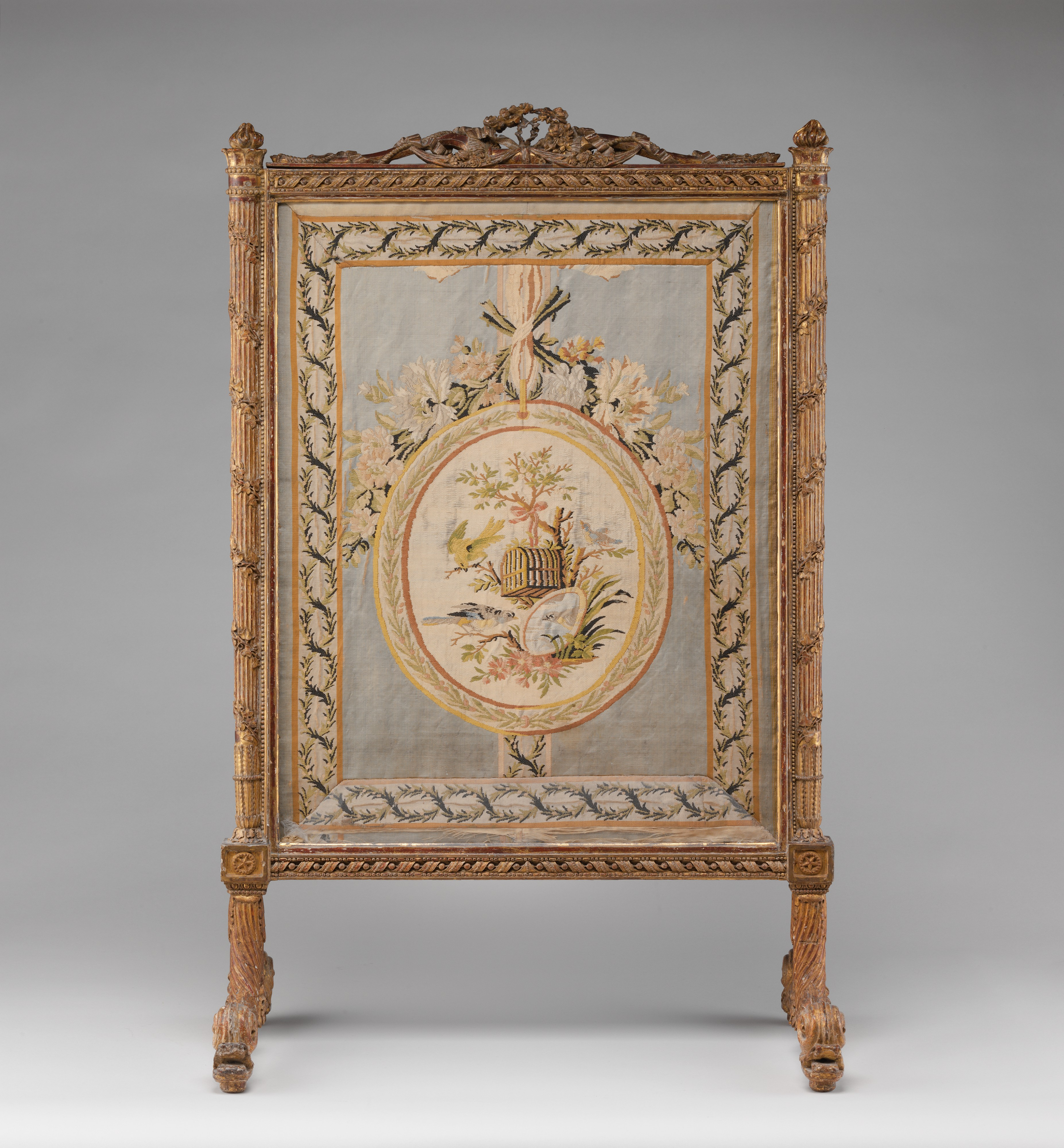
Каминный экран. Ок. 1786 г.
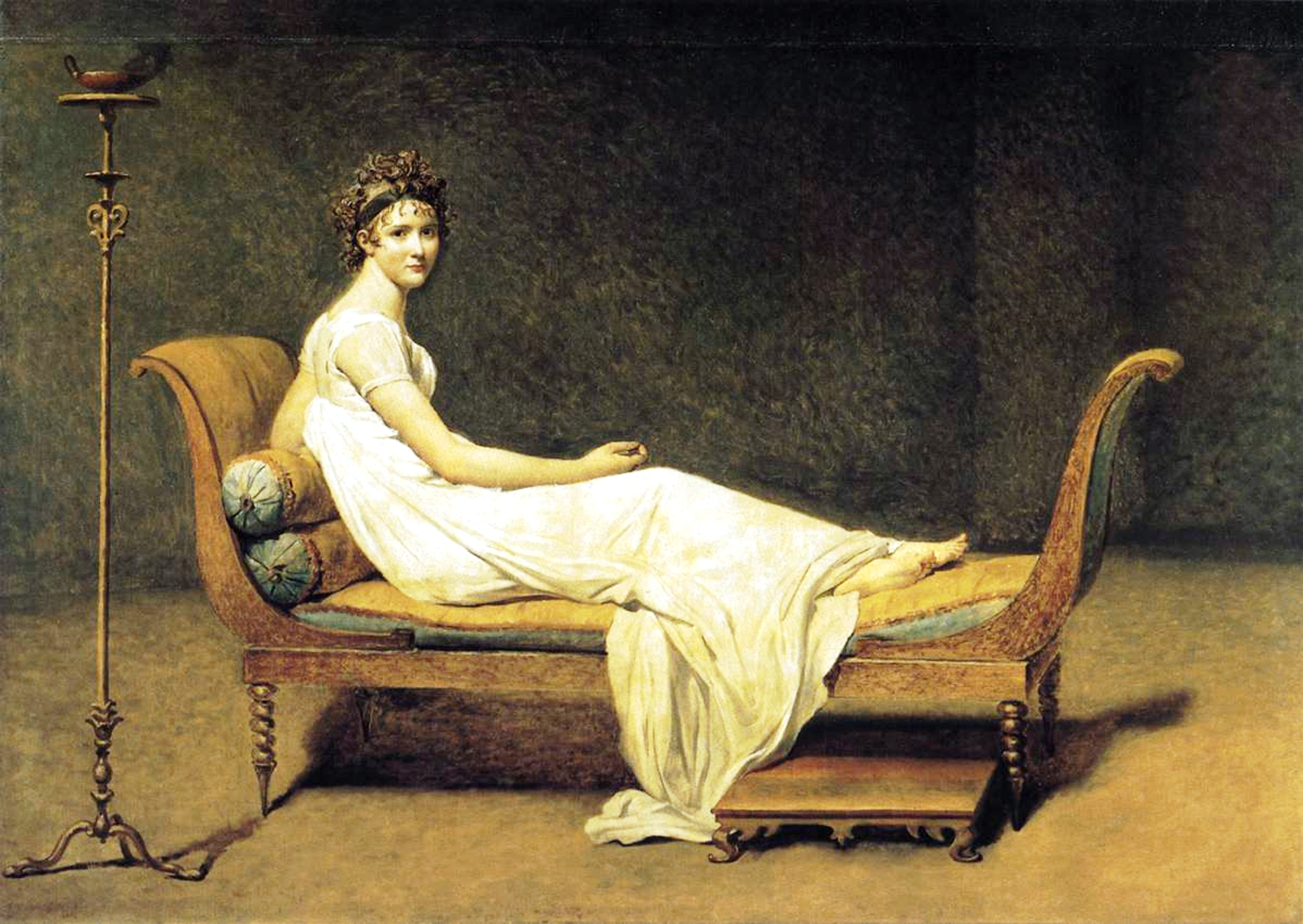
Кушетка «рекамье». Ж. Л. Давид. Портрет мадам Рекамье. 1800. Лувр, Париж. Кушетка работы мастерской Ж. Жакоба
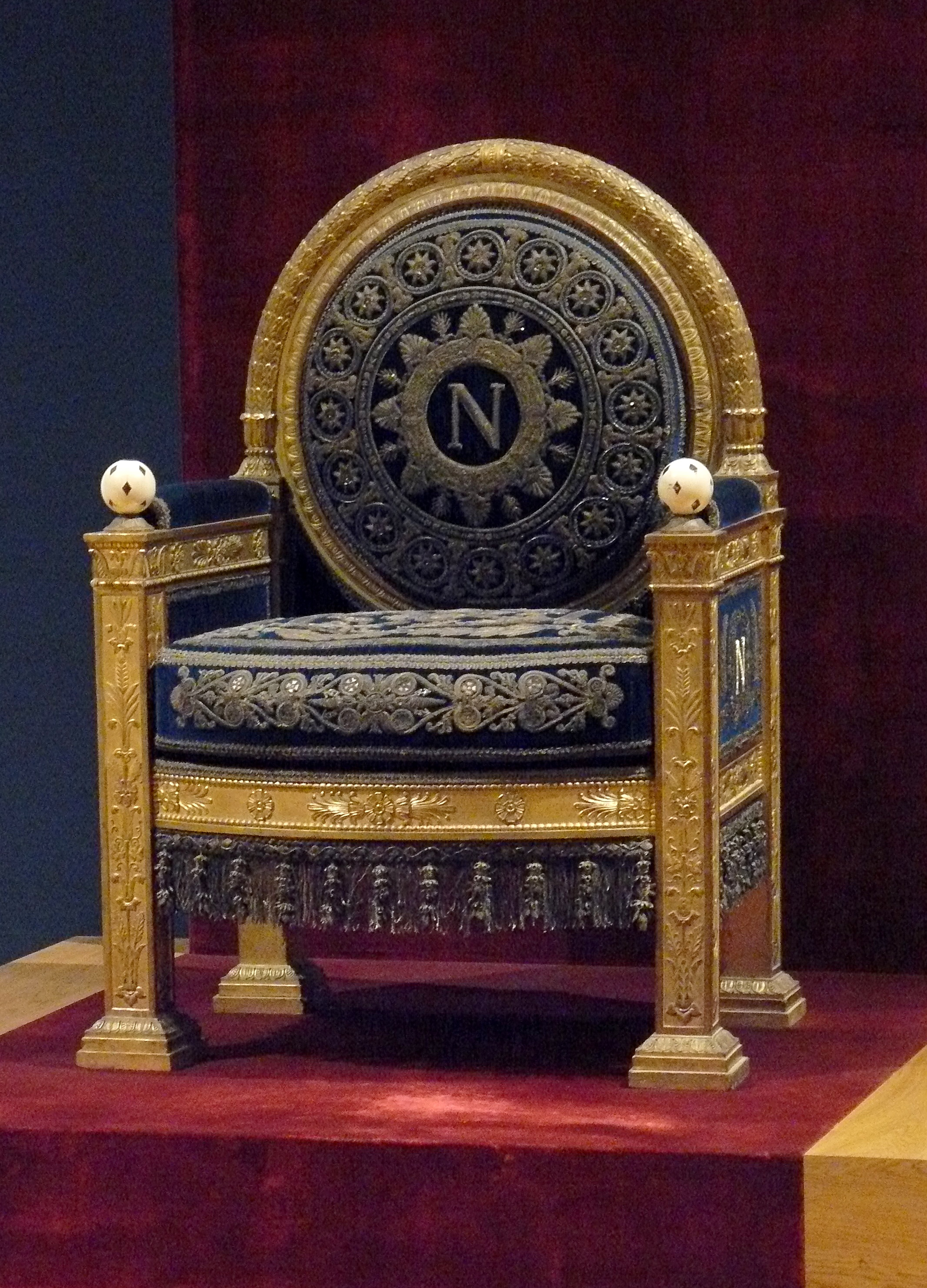
Трон Наполеона Бонапарта из дворца Тюильри. 1804. Мастерская Ж. Жакоба по рисунку Ш. Персье и П. Фонтена. Лувр, Париж
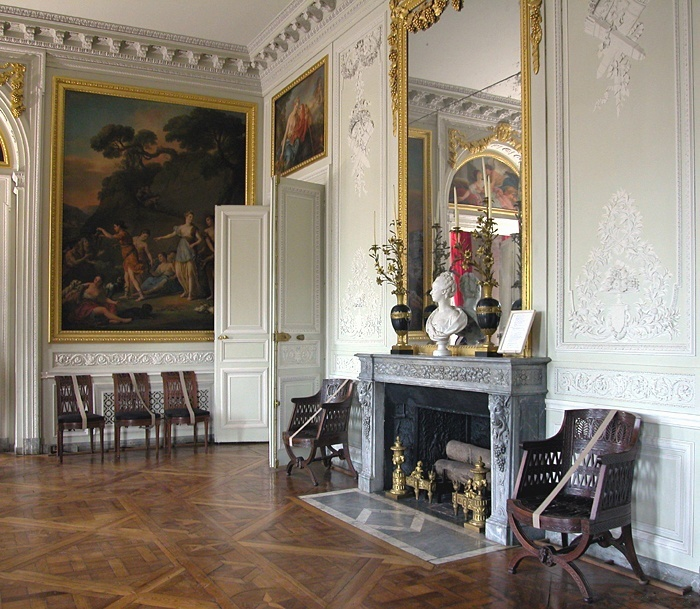
Малый Трианон, Версаль. Кресла мастерской Ж. Жакоба